# Municipio de Ayapango
El municipio de Ayapango es un municipio mexicano perteneciente al Estado de México, enclavado a un costado del volcán Iztaccíhuatl. Sus primeros asentamientos se remontan a antes del año 1162 D.C, en ese año era ya habitado por tribus acxotecas y mihuaques de origen Olmeca-xicalanca. Según el censo de población del 2020, el municipio tiene 10,053 habitantes.
Fue declarado Pueblo con Encanto por el Gobierno del Estado de México, el día 14 de noviembre del 2008.

## Geografía
Está localizado en la zona oriente del Estado de México, entre las coordenadas, 19°10′ y de latitud norte y, 98°45′ de longitud oeste, se encuentra a una altitud de 2,450 metros sobre el nivel medio del mar. sus colindancias son al oriente con Amecameca y al poniente con Tenango del Aire y Juchitepec, al sur con los municipios de Tepetlixpa, Ozumba y Amecameca y al norte con el municipio de Tlalmanalco. Tiene una extensión superficial de 36.63 km². Su clima es subhúmedo con lluvias en verano, principalmente durante el mes de julio.

## Historia
Los primeros asentamientos de la región fueron por tribus acxotecas y mihuaques de ambas de origen olmeca-xicalanca y datan aproximadamente del año 1120 D.C. En la región algunas zonas tenían construcciones de piedra, existía en la comunidad una clase sacerdotal que la gobernaba y rendían culto algunos dioses. La principal actividad de la zona era la agricultura. Los primeros datos prehíspánicos  que se tienen de Ayapango son del año 1430, año en que probablemente nació Aquiauhtzin Cuauhquiyahuacatzintli, quien fue un noble de Ayanpanco, y autor del canto llamado: “La Enemiga”  que fue famoso por haberse interpretado ante el palacio de Axayácatl, quienes lo adoptaron como propio. Posterior a la toma de Tenochtitlán, el 13 de agosto de 1521, Ayapango pasó a formar parte de la administración de Tenango, bajo el mando eclesiástico de la orden de los franciscanos. En el año de 1550, pasó a formar parte de la provincia de Chalco. En 1897, siendo gobernador el general José Vicente Villada, el congreso del Estado de México decretó suprimir el municipio de Ayapango, dado la precaria situación económica que mantenía y pasó a formar parte del municipio de Amecameca.

### Cambio de nombre
El nombre oficial del pueblo de Ayapango cambió por el de Ayapango de Gabriel Ramos Millán el 23 de agosto de 1950, en honor de Gabriel Ramos Millán.

## Gobierno
| Presidente municipal                    | Periodo   |
| --------------------------------------- | --------- |
| J. Guadalupe Armando Faustinos González | 2000-2003 |
| Josué Gualberto Faustinos Ramírez       | 2003-2006 |
| Gabriel Rosas Silva                     | 2006-2009 |
| Edgardo Julian Faustinos Raírez         | 2009-2012 |
| Pedro Alfonso Sánchez Solares           | 2012-2015 |
| Mariana Elizabeth Piedra Bustos         | 2015-2018 |
| René Martín Velázquez Soriano           | 2018-2022 |
| René Martín Velázquez Soriano           | 2022-2024 |

## Infraestructura
El municipio cuenta con 11 planteles educativos, que comprenden desde el nivel preescolar al medio superior, la tasa de analfabetismo es del 6.58%. En lo referente a los medios de comunicación, todos ellos llegan a través del distrito federal, solo existen en el municipio 55 líneas telefónicas y una oficina postal.

## Economía
Su principal actividad económica es la agricultura, mayormente de maíz y trigo, el segundo lugar lo ocupa la ganadería y sus derivados. La principal actividad es la agricultura de diversos productos básico así como el cultivo de árboles de Navidad.
Los productos lácteos de Poxtla dan renombre al municipio más allá de la región, los derivados de la leche de vaca de como la gran variedad de quesos, el requesón, la mantequilla que son materia prima para otros alimentos como postres y panadería son de muy alta calidad que es reconocida por propios y extraños.

## Demografía
Actualmente el municipio cuenta con 10, 053 habitantes, según el último censo realizado por el Instituto Nacional de Estadística, Geografía e Informática (INEGI) del año 2020.

## Personajes ilustres
- Gabriel Ramos Millán. Abogado y político quien nació aquí y creó la Comisión Nacional del Maíz (razón por la que fue conocido, años después, como "El apóstol del maíz"[11]) y trabajó para introducir nuevas semillas y técnicas de cultivo durante la primera mitad del siglo. Ramos Millán falleció en un accidente de avión en Pico del Fraile, una elevación cercana al Popocatépetl y prácticamente enfrente de la casa donde nació.[12]

## Gastronomía
Su gastronomía destaca por los ricos platillos de influencia prehispánica. Algunos platillos típicos son el caldo de habas, sopa de hongos, barbacoa, mixiotes y mole.
Dentro del municipio se encuentra una comunidad ganadera llamada Poxtla la cual se dedica a la elaboración de productos lácteos artesanales, los cuales en los últimos años han ido dando renombre al municipio más allá de la región, Los quesos de Poxtla se caracterizan por su sabor suave y cremoso, y se pueden encontrar en diferentes variedades como fresco, panela, oaxaca, manchego, cotija y requesón5. Estos quesos se elaboran con leche de vaca o de cabra, y se siguen procesos tradicionales que garantizan su calidad y frescura. Los quesos de Poxtla son un orgullo de la gastronomía local y se consumen tanto en el pueblo como en otras partes del Estado de México y del país.

## Patrimonio
Amecameca es un destino turístico ideal para quienes buscan conocer la historia, la cultura y la naturaleza del Estado de México.

### Patrimonio natural
- Parque Ecoturístico el galpónes un espacio recreativo donde se puede disfrutar de la naturaleza y practicar actividades al aire libre como senderismo, ciclismo, tirolesa y camping. El parque cuenta con cabañas equipadas con chimenea, cocineta, refrigerador, estufa y horno de microondas, donde poder hospedarse y relajarse. También tiene un salón para eventos sociales o familiares.[14][15]

### Patrimonio cultural
- Casa de Cultura Aquiauhtzin, es un edificio histórico que data del siglo XIX y que tiene una arquitectura con ventanales y detalles góticos. Su nombre se debe a Aquiauhtzin Cuauhquiyahuacatzintli, un noble originario de Ayapango y autor del canto “La enemiga”, que fue cantado en el palacio de Axayácatl, emperador de Tenochtitlán.[16]
- Biblioteca Laura Méndez de Cuenca, es una de las 13 bibliotecas que forman parte de la Red Nacional de Bibliotecas Públicas en el municipio de Ayapango. Su nombre se debe a Laura Méndez de Cuenca, una escritora, poetisa, periodista y educadora mexicana que nació en 1853 y murió en 1928.[17]

### Patrimonio histórico
- Ex convento de Santiago Apóstol, es una construcción barroca del siglo XVII que fue fundada por los frailes franciscanos. El ex convento tiene una fachada de cantera rosa con tres portadas y una torre con cuatro campanarios. En su interior se pueden admirar pinturas sacras, un retablo dorado y un mural impresionante que representa el juicio final.[18]
- Ex convento El Calvario, es una construcción barroca del siglo XVII que fue fundada por los frailes franciscanos. El ex convento está ubicado a unos 2 kilómetros hacia el sur del centro de Ayapango, y es un interesante vestigio de la arquitectura de la época colonial. El ex convento conserva aún en su arco de entrada, elementos decorativos del arte sacro, y ofrece una vista panorámica del pueblo y los volcanes.[18]

### Festividades
Ayapango es un pueblo con encanto que tiene una rica tradición cultural y religiosa, algunos de los eventos más destacados son:
- La Semana Santa, durante la cual se realiza en el Calvario, en los vestigios de la vieja Iglesia de Ayapango, una representación de la Pasión de Cristo. Es una escenificación muy emotiva que atrae a muchos visitantes y fieles.[19]

- El 25 de julio, las fiestas en honor al Santo patrón, Santiago Apóstol. En estas fiestas se realizan danzas típicas como la de Los Moros y cristianos, Los Chínelos o Los Doce Pares de Francia, que se acompañan con banda de música de viento. El vestuario es muy colorido y folclórico, con túnicas bordadas, sombreros estilizados, máscaras metálicas y barbadas.[20]

- El Festival del Maíz, que se celebra en agosto o septiembre, según el ciclo agrícola. Es un evento que reconoce la importancia del maíz como alimento básico y símbolo cultural de Ayapango y México. Se realizan concursos de platillos elaborados con maíz, exposiciones artesanales, conferencias y talleres.

## Artesanías
Algunas de las artesanías que se elaboran en Ayapango son:
- El tallado en madera, la escultura y el relieve, que se realizan con materiales naturales como el pino, el cedro y el ocote. Los artesanos crean figuras de animales, santos, ángeles y personajes típicos.
- El trabajo en metal, que consiste en la elaboración de objetos distintos y vistosos con técnicas como el repujado, el picado o el calado. Los artesanos fabrican joyería, adornos, lámparas y utensilios con cobre, latón y aluminio.[21]
- La fabricación de velas aromáticas y ornamentadas, que se hacen con cera de abeja y esencias naturales. Las velas tienen diferentes formas, colores y diseños, y se usan para decorar o para rituales religiosos.

## Deporte
Unidad Deportiva Ayapango, es un complejo deportivo que cuenta con canchas de futbol, basquetbol, voleibol, fronton, una pista de atletismo y una alberca semi olímpica.